# Ligne de Riihimäki à Saint-Pétersbourg
 (septembre 2024).
Si vous disposez d'ouvrages ou d'articles de référence ou si vous connaissez des sites web de qualité traitant du thème abordé ici, merci de compléter l'article en donnant les références utiles à sa vérifiabilité et en les liant à la section « Notes et références ».

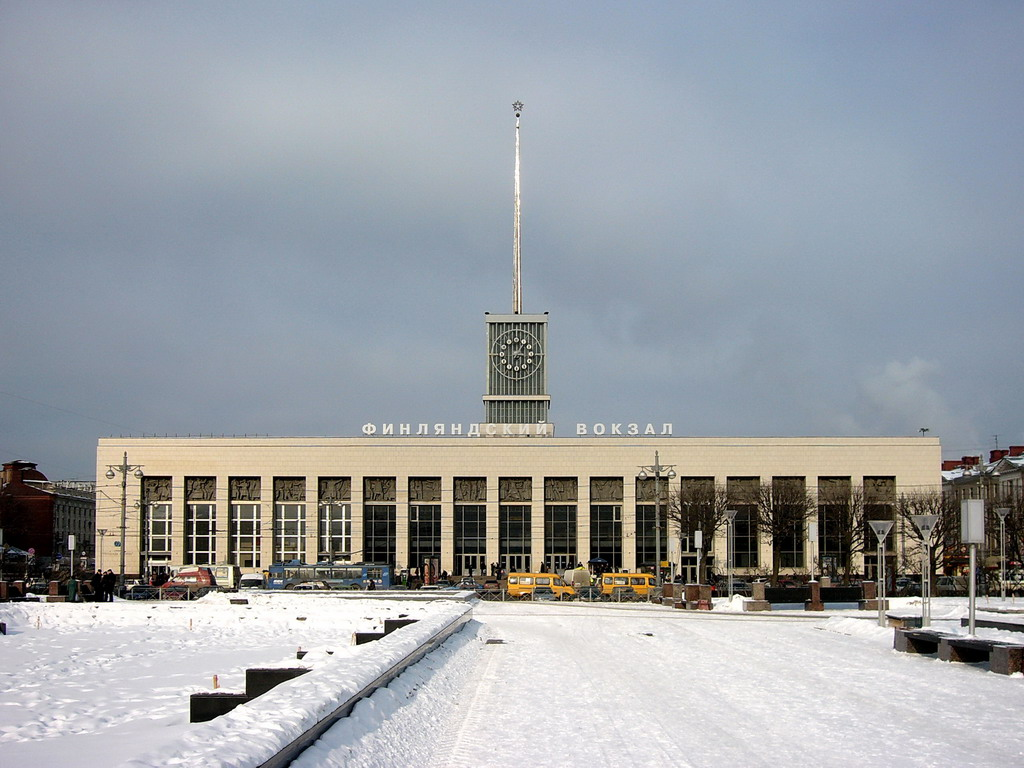
La Gare de Saint-Pétersbourg-Finlande en 2006.

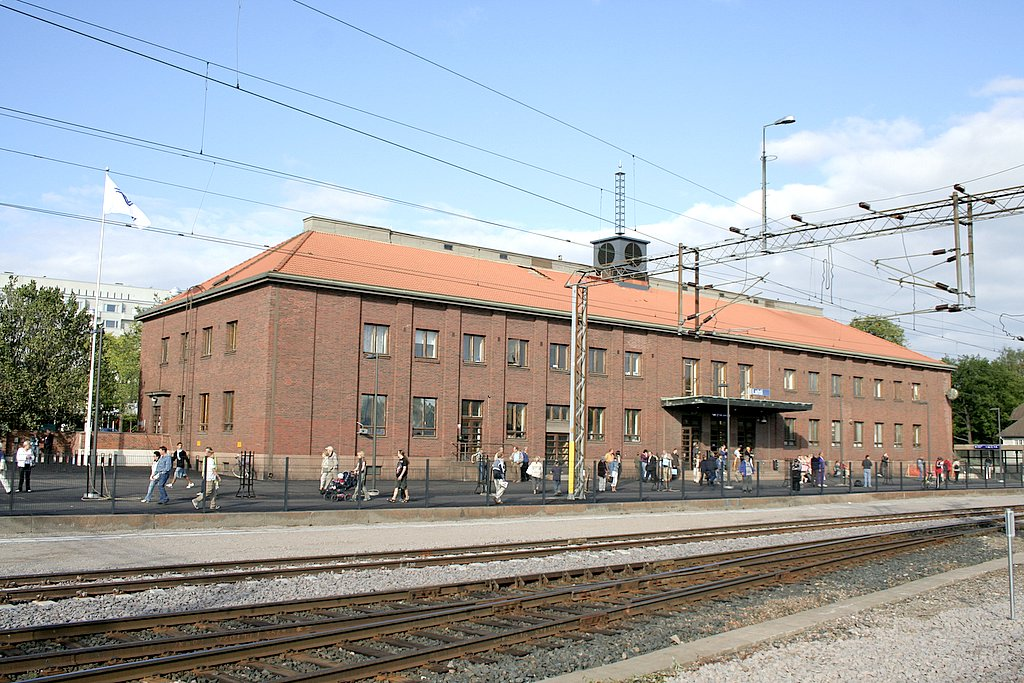
La gare de Lahti.

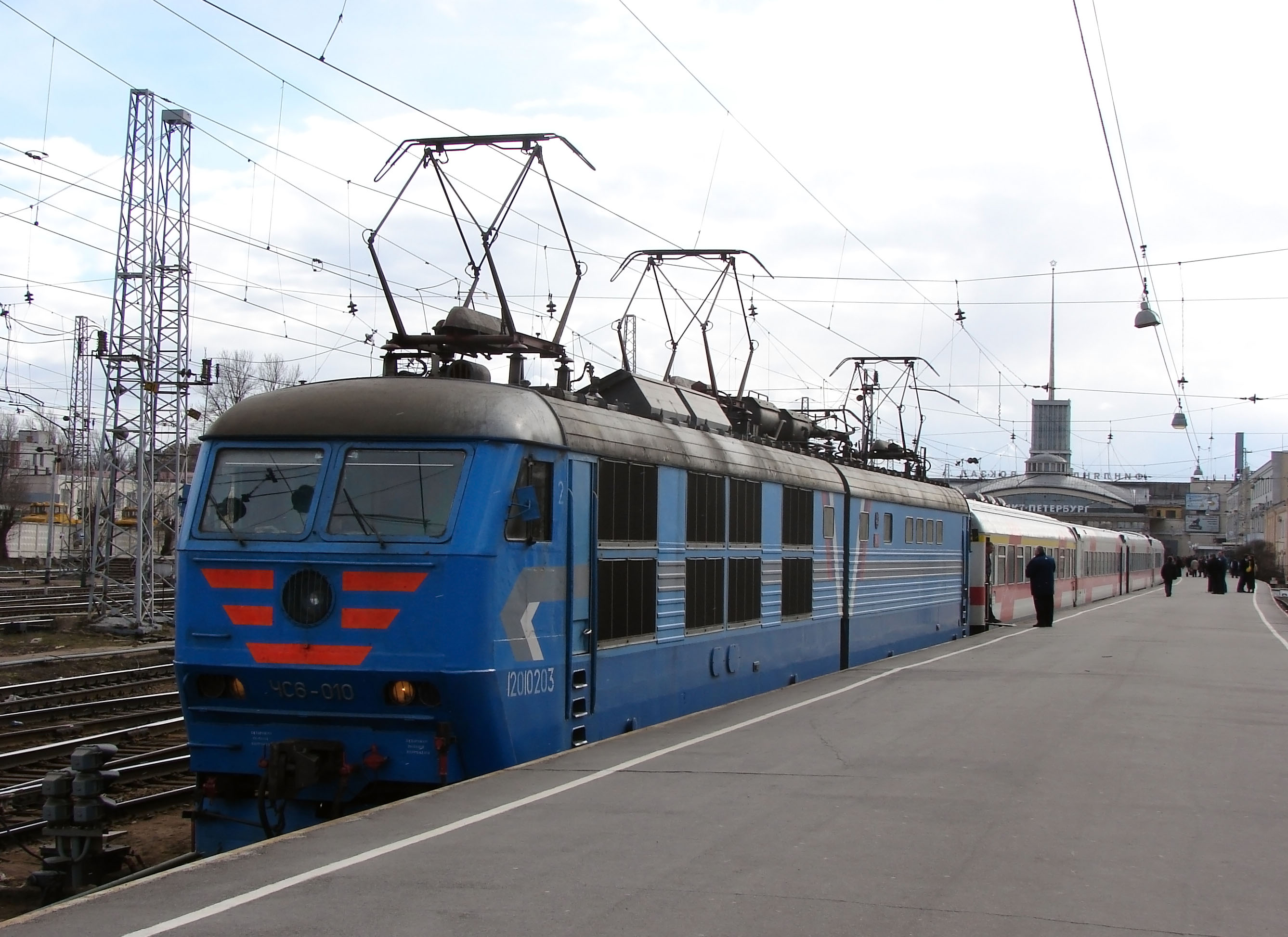
Le train Sibelius, 2007.

La ligne de Riihimäki à Saint-Pétersbourg est une section de la ligne de chemin de fer reliant la gare centrale d'Helsinki[réf. nécessaire] à la gare de Finlande de Saint-Pétersbourg. Longue de 371 km, elle parcourt l'oblast de Leningrad en Russie et la province de Finlande méridionale en Finlande.

## Histoire
La ligne a été construite entre 1867-1870, après la famine en Finlande de 1866-1868. Elle appartient à l'Etat finlandais après que ce dernier a remboursé les deux millions et demi de roubles argent au trésor russe en 1882.
Électrification côté russe :
- Gare de Finlande – Zelenogorsk – 1951
- Zelenogorsk – Ouchkovo – 1952
- Ouchkovo – Rochtchino – 1954
- Rochtchino – Kirillovskoïe (ru) – 1968
- Kirillovskoïe – Vyborg – 1969
- Vyborg – Loujaïka – 1977
- Connexion internationale – 1978

## Infrastructure

### Ligne
| Distance (km) | Gare/arrêt (en finnois)      | Gare/arrêt (en russe)     |
| 0,0           | Gare de Riihimäki            |                           |
| 8,3           | Hikiä (IV)                   |                           |
| 15,4          | Oitti (III)                  |                           |
| 26,3          | Lappila (IV)                 |                           |
| 32,2          | Järvelä (III)                |                           |
| 44,4          | Herrala (IV)                 |                           |
| 58,8          | Gare de Lahti (III)          |                           |
| 79,4          | Uusikylä                     |                           |
| 98,1          | Kausala                      |                           |
| 114,1         | Kymi (Koria)                 |                           |
| 115,4         | Kymijoki (pont)              |                           |
| 120,2         | Gare de Kouvola              |                           |
| 132,8         | Utti                         |                           |
| 143,1         | Kaipiainen (II)              |                           |
| 167,3         | Taavetti (Luumäki)           |                           |
| 190,0         | Pulsa (III)                  |                           |
| 201,0         | Simola (III)                 |                           |
| 209,5         | Gare de Vainikkala-frontière |                           |
| 223,3         | Nurmi                        | Loujaïka (III)            |
| 242,2         | Gare de Viipuri              | Vyborg (II)               |
| 251,7         | Säiniö                       | Verkhne-Tcherkassovo (IV) |
| 270,0         | Leipäsuo                     | Galitzina                 |
| 282,7         | Perkjärvi                    | Kirillovskoïe (III)       |
| 296,5         | Uusikirkko                   | Poliany (III)             |
| 312,3         | Raivola                      | Rochtchino (III)          |
| 321,0         | Terijoki                     | Zelenogorsk (IV)          |
| 339,0         | Rajajoki                     |                           |
| 339,7         | Valkeasaari                  | Beloostrov (III)          |
| 351,7         | Levassova                    | Levachovo (III)           |
| 355,4         | Parkala                      | Pargolovo (III)           |
| 359,8         | Suvala                       | Chouvalovo (III)          |
| 363,2         |                              | Oudelnaïa (III)           |
| 365,8         |                              | Lanskaïa (IV)             |
| 370,6         | Pietari                      | Saint-Pétersbourg (I)     |

## Exploitation
La liaison rapide de l'Allegro (les trains Karelian entre Helsinki - Saint-Pétersbourg) et les trains de nuit « Tolstoï » de la RJD (Moscou – Saint-Pétersbourg – Helsinki) utilisent tous les jours cette ligne.